# Torneo Apertura 2024 (Bolivia)
El Torneo Apertura 2024, también conocido como «Copa Paceña» por motivos de patrocinio, fue parte de la nonagésima primera edición del campeonato oficial de Primera División del fútbol boliviano organizado por la FBF. Comenzó el 16 de febrero y finalizó el 5 de mayo. El ganador del torneo rebició un trofeo y medallas de campeón y se clasificó a la Copa Libertadores 2025 como Bolivia 1 y a la final con el ganador del Torneo Clausura para definir el título de Campeón Nacional de la temporada 2024, mientras que el subcampeón clasificó a la Copa Sudamericana 2025 como Bolivia 1.

## Sistema
Fue el primer torneo de la División de Fútbol Profesional 2024. Fue definido por el Consejo Superior de la FBF que el Torneo Apertura se dispute en cuatro series A, B, C y D, cada serie conformada por cuatro equipos. Los mejores dos de cada serie clasificaron a una serie de play-offs, donde el ganador fue el campeón y clasificó a la Copa Conmebol Libertadores 2025 (como Bolivia 1) y el subcampeón clasificó a la Copa Conmebol Sudamericana 2025 (como Bolivia 1). Los cuartos de final, semifinales y final fueron a ida y vuelta, el campeón de este torneo también clasificó al partido que define al campeón nacional de la temporada; en caso de que dos clubes estuvieran igualados en el tiempo reglamentario en los play-off se definió en lanzamiento desde el punto penal. El formato fue ratificado por la FBF el 17 de enero de 2024; además, se confirmó la adición de dos fechas adicionales denominadas "Clásicos Interseries", así cada equipo jugó ocho partidos en la primera fase.

## Información
| Equipo                  | Ciudad                  | Estadio                  | Capacidad | Proveedor       | Auspiciador                                                         |
| Always Ready            | El Alto                 | Municipal de El Alto     | 25 000    | Marathon Sports | Ver lista Las Loritas Edificios Suzuki                              |
| Aurora                  | Cochabamba              | Félix Capriles           | 32 000    | Marathon Sports | Tigo                                                                |
| Blooming                | Santa Cruz de la Sierra | Ramón Aguilera Costas    | 38 500    | Marathon Sports | KIA Motors                                                          |
| Bolívar                 | La Paz                  | Hernando Siles           | 42 000    | Puma            | Suzuki                                                              |
| Guabirá                 | Montero                 | Gilberto Parada          | 18 000    | Forte Athletic  | Ver lista Azúcar Guabirá Celina Grupo Paz                           |
| G. V. San José          | Oruro                   | Estadio Jesús Bermúdez   | 33 000    | Arce Sport      | Paceña                                                              |
| Independiente Petrolero | Sucre                   | Olímpico Patria          | 30 000    | Red White       | Ver lista CESSA UTB Tigo Fancesa                                    |
| Jorge Wilstermann       | Cochabamba              | Félix Capriles           | 32 000    | Forte Athletic  | Ver lista Campero Nacional Quantum Bolivia Branding Bellido Camargo |
| Nacional Potosí         | Potosí                  | Víctor Agustín Ugarte    | 30 000    | Willys Athletic | Ver lista BCP ISS Santa María                                       |
| Oriente Petrolero       | Santa Cruz de la Sierra | Ramón Aguilera Costas    | 38 500    | Marathon Sports | Chevrolet                                                           |
| Real Santa Cruz         | Santa Cruz de la Sierra | Real Santa Cruz          | 12 000    | Arce Sport      | GAC Motor                                                           |
| Real Tomayapo           | Tarija                  | IV Centenario            | 20 000    | LEA Sport       | Alta Vida                                                           |
| Royal Pari              | Santa Cruz de la Sierra | Ramón Aguilera Costas    | 38 500    | Marathon Sports | Ver lista Grupo Sion Kalomai Park                                   |
| San Antonio Bulo Bulo   | Entre Ríos              | Dr. Carlos Villegas      | 17 000    | Oxígeno Wear    | UTB                                                                 |
| The Strongest           | La Paz                  | Hernando Siles           | 42 000    | Marathon Sports | Las Loritas Edificios                                               |
| Universitario de Vinto  | Vinto                   | Municipal de Quillacollo | 2000      | Oxígeno Wear    | Ver lista UTB Tigo                                                  |

## Árbitros
| Árbitros           | Edad    | Categoría          |
| ------------------ | ------- | ------------------ |
| Jordy Alemán       | 32 años | Bandera de Bolivia |
| Joaquín Antequera  | 51 años | Bandera de Bolivia |
| Nelson Barros      | –       | Bandera de Bolivia |
| Álvaro Campos      | –       | Bandera de Bolivia |
| Juan Castro        | –       | Bandera de Bolivia |
| Gado Flores        | –       | Bandera de Bolivia |
| Carlos García      | –       | Bandera de Bolivia |
| Juan Nelio García  | 43 años |                    |
| Julio Gutiérrez    | –       | Bandera de Bolivia |
| José Jordán        | 47 años |                    |
| Jorge Justiniano   | –       | Bandera de Bolivia |
| Alejandro Mancilla | –       | Bandera de Bolivia |
| Ivo Méndez         | 34 años |                    |
| Raúl Orosco        | 46 años |                    |
| Hostin Prado       | –       | Bandera de Bolivia |
| Orlando Quintana   | –       | Bandera de Bolivia |
| Rafael Subirana    | –       | Bandera de Bolivia |
| Gery Vargas        | 44 años |                    |
| Luis Yrusta        | 46 años |                    |

## Series

### Serie A
| Pos. | Equipo                | Pts. | PJ | G | E | P | GF | GC | Dif. | Clasificación |
| ---- | --------------------- | ---- | -- | - | - | - | -- | -- | ---- | ------------- |
| 1    | The Strongest         | 16   | 8  | 5 | 1 | 2 | 17 | 15 | +2   | Liguilla      |
| 2    | San Antonio Bulo Bulo | 14   | 8  | 4 | 2 | 2 | 15 | 7  | +8   | Liguilla      |
| 3    | Real Tomayapo         | 11   | 8  | 3 | 2 | 3 | 10 | 12 | −2   |               |
| 4    | Real Santa Cruz       | 4    | 8  | 1 | 1 | 6 | 8  | 17 | −9   |               |

 Fuente: FBF

### Serie B
| Pos. | Equipo          | Pts. | PJ | G | E | P | GF | GC | Dif. | Clasificación |
| ---- | --------------- | ---- | -- | - | - | - | -- | -- | ---- | ------------- |
| 1    | Aurora          | 14   | 8  | 4 | 2 | 2 | 14 | 7  | +7   | Liguilla      |
| 2    | Nacional Potosí | 14   | 8  | 4 | 2 | 2 | 13 | 11 | +2   | Liguilla      |
| 3    | Blooming        | 14   | 8  | 4 | 2 | 2 | 12 | 12 | 0    |               |
| 4    | Royal Pari      | 8    | 8  | 2 | 2 | 4 | 7  | 10 | −3   |               |

 Fuente: FBF

### Serie C
| Pos. | Equipo                  | Pts. | PJ | G | E | P | GF | GC | Dif. | Clasificación |
| ---- | ----------------------- | ---- | -- | - | - | - | -- | -- | ---- | ------------- |
| 1    | Universitario de Vinto  | 14   | 8  | 4 | 2 | 2 | 8  | 7  | +1   | Liguilla      |
| 2    | Independiente Petrolero | 11   | 8  | 3 | 2 | 3 | 10 | 11 | −1   | Liguilla      |
| 3    | Guabirá                 | 10   | 8  | 3 | 1 | 4 | 12 | 11 | +1   |               |
| 4    | Always Ready            | 6    | 8  | 1 | 3 | 4 | 6  | 10 | −4   |               |

 Fuente: FBF

### Serie D
| Pos. | Equipo            | Pts. | PJ | G | E | P | GF | GC | Dif. | Clasificación |
| ---- | ----------------- | ---- | -- | - | - | - | -- | -- | ---- | ------------- |
| 1    | Bolívar           | 16   | 8  | 5 | 1 | 2 | 19 | 13 | +6   | Liguilla      |
| 2    | GV San José       | 11   | 8  | 3 | 2 | 3 | 12 | 14 | −2   | Liguilla      |
| 3    | Oriente Petrolero | 10   | 8  | 3 | 1 | 4 | 9  | 13 | −4   |               |
| 4    | Jorge Wilstermann | 5    | 8  | 1 | 2 | 5 | 12 | 14 | −2   |               |

 Fuente: FBF

## Evolución
Nota: * Indica la posición del equipo con uno o varios partidos pendientes.

### Serie A
| Equipo / Fecha        | 01 | 02 | 03 | 04 | 05 | 06 | 07 | 08 |
| --------------------- | -- | -- | -- | -- | -- | -- | -- | -- |
| The Strongest         | 2* | 2* | 1* | 2  | 1  | 2  | 2* | 1  |
| San Antonio Bulo Bulo | 3* | 3* | 3* | 1  | 2  | 1  | 1  | 2  |
| Real Tomayapo         | 1  | 1  | 2  | 3  | 3  | 3  | 3  | 3  |
| Real Santa Cruz       | 4  | 4  | 4  | 4  | 4  | 4  | 4* | 4  |

### Serie B
| Equipo / Fecha  | 01 | 02 | 03 | 04 | 05 | 06 | 07 | 08 |
| --------------- | -- | -- | -- | -- | -- | -- | -- | -- |
| Aurora          | 3* | 3* | 4* | 4* | 4* | 3* | 2  | 1  |
| Nacional Potosí | 2  | 1  | 1  | 1  | 1  | 1  | 1  | 2  |
| Blooming        | 1  | 2* | 2* | 2* | 2* | 2* | 3  | 3  |
| Royal Pari      | 4* | 4* | 3* | 3* | 3* | 4* | 4  | 4  |

### Serie C
| Equipo / Fecha          | 01 | 02 | 03 | 04 | 05 | 06 | 07 | 08 |
| ----------------------- | -- | -- | -- | -- | -- | -- | -- | -- |
| Universitario de Vinto  | 3  | 1  | 1  | 1  | 1  | 1  | 1  | 1  |
| Independiente Petrolero | 4  | 4  | 4  | 3  | 4  | 4  | 3  | 2  |
| Guabirá                 | 1  | 2  | 2  | 2  | 2  | 2  | 2  | 3  |
| Always Ready            | 2  | 3  | 3* | 4* | 3* | 3* | 4  | 4  |

### Serie D
| Equipo / Fecha    | 01 | 02 | 03 | 04 | 05 | 06 | 07 | 08 |
| ----------------- | -- | -- | -- | -- | -- | -- | -- | -- |
| Bolívar           | 2  | 1  | 1  | 1  | 1  | 1  | 1  | 1  |
| GV San José       | 3  | 3  | 3* | 4* | 4* | 4* | 2  | 2  |
| Oriente Petrolero | 4  | 4  | 4  | 3  | 3  | 2  | 3  | 3  |
| Jorge Wilstermann | 1  | 2  | 2  | 2  | 2  | 3  | 4  | 4  |

## Resultados

### Fixture
| Fecha 1 | Fecha 1               | Fecha 1   | Fecha 1                 | Fecha 1               | Fecha 1       | Fecha 1 |
| Serie   | Local                 | Resultado | Visitante               | Estadio               | Fecha         | Hora    |
| ------- | --------------------- | --------- | ----------------------- | --------------------- | ------------- | ------- |
| C       | Always Ready          | 1 – 1     | Universitario de Vinto  | Municipal de El Alto  | 16 de febrero | 20:00   |
| D       | Bolívar               | 3 – 1     | GV San José             | Hernando Siles        | 17 de febrero | 17:30   |
| A       | Real Santa Cruz       | 1 – 2     | Real Tomayapo           | Ramón Aguilera Costas | 17 de febrero | 20:00   |
| B       | Nacional Potosí       | 3 – 3     | Blooming                | Víctor Agustín Ugarte | 18 de febrero | 15:00   |
| C       | Guabirá               | 2 – 1     | Independiente Petrolero | Gilberto Parada       | 18 de febrero | 17:30   |
| D       | Jorge Wilstermann     | 3 – 0     | Oriente Petrolero       | Félix Capriles        | 18 de febrero | 19:30   |
| A       | San Antonio Bulo Bulo | 5 – 1     | The Strongest           | Dr. Carlos Villegas   | 28 de febrero | 16:00   |
| B       | Aurora                | 4 – 1     | Royal Pari              | Félix Capriles        | 20 de marzo   | 19:00   |

| Fecha 2 | Fecha 2                 | Fecha 2   | Fecha 2               | Fecha 2                  | Fecha 2       | Fecha 2 |
| Serie   | Local                   | Resultado | Visitante             | Estadio                  | Fecha         | Hora    |
| ------- | ----------------------- | --------- | --------------------- | ------------------------ | ------------- | ------- |
| A       | Real Tomayapo           | 2 – 2     | San Antonio Bulo Bulo | IV Centenario            | 20 de febrero | 18:00   |
| A       | The Strongest           | 3 – 0     | Real Santa Cruz       | Hernando Siles           | 20 de febrero | 20:00   |
| C       | Universitario de Vinto  | 1 – 0     | Guabirá               | Municipal de Quillacollo | 21 de febrero | 15:00   |
| D       | Oriente Petrolero       | 0 – 2     | Bolívar               | Ramón Aguilera Costas    | 21 de febrero | 20:00   |
| D       | GV San José             | 2 – 2     | Jorge Wilstermann     | Jesús Bermúdez           | 22 de febrero | 11:00   |
| B       | Royal Pari              | 0 – 1     | Nacional Potosí       | Ramón Aguilera Costas    | 22 de febrero | 15:00   |
| C       | Independiente Petrolero | 1 – 1     | Always Ready          | Olímpico Patria          | 23 de febrero | 19:00   |
| B       | Blooming                | 1 – 0     | Aurora                | Ramón Aguilera Costas    | 28 de marzo   | 20:00   |

| Fecha 4 | Fecha 4                | Fecha 4   | Fecha 4                 | Fecha 4               | Fecha 4    | Fecha 4 |
| Serie   | Local                  | Resultado | Visitante               | Estadio               | Fecha      | Hora    |
| ------- | ---------------------- | --------- | ----------------------- | --------------------- | ---------- | ------- |
| B       | Royal Pari             | 1 – 2     | Blooming                | Ramón Aguilera Costas | 1 de marzo | 20:00   |
| A       | The Strongest          | 2 – 1     | Real Tomayapo           | Hernando Siles        | 2 de marzo | 15:00   |
| D       | Jorge Wilstermann      | 1 – 2     | Bolívar                 | Félix Capriles        | 2 de marzo | 17:30   |
| C       | Guabirá                | 3 – 1     | Always Ready            | Gilberto Parada       | 2 de marzo | 20:00   |
| B       | Nacional Potosí        | 1 – 0     | Aurora                  | Víctor Agustín Ugarte | 3 de marzo | 15:00   |
| C       | Universitario de Vinto | 2 – 1     | Independiente Petrolero | Félix Capriles        | 3 de marzo | 17:30   |
| D       | GV San José            | 1 – 3     | Oriente Petrolero       | Jesús Bermúdez        | 3 de marzo | 19:30   |
| A       | Real Santa Cruz        | 0 – 3     | San Antonio Bulo Bulo   | Real Santa Cruz       | 4 de marzo | 15:00   |

| C | Always Ready            | 1 – 0 | Guabirá                | Municipal de El Alto  | 12 de marzo | 18:00 |
| C | Independiente Petrolero | 1 – 0 | Universitario de Vinto | Olímpico Patria       | 12 de marzo | 20:00 |
| A | San Antonio Bulo Bulo   | 2 – 1 | Real Santa Cruz        | Dr. Carlos Villegas   | 13 de marzo | 15:00 |
| B | Aurora                  | 4 – 1 | Nacional Potosí        | Félix Capriles        | 13 de marzo | 18:00 |
| A | Real Tomayapo           | 2 – 0 | The Strongest          | IV Centenario         | 13 de marzo | 20:00 |
| D | Oriente Petrolero       | 1 – 0 | GV San José            | Ramón Aguilera Costas | 14 de marzo | 18:00 |
| D | Bolívar                 | 2 – 1 | Jorge Wilstermann      | Hernando Siles        | 14 de marzo | 20:00 |
| B | Blooming                | 0 – 2 | Royal Pari             | Ramón Aguilera Costas | 15 de marzo | 20:00 |

| Fecha 7 | Fecha 7               | Fecha 7   | Fecha 7                 | Fecha 7               | Fecha 7     | Fecha 7 |
| Serie   | Local                 | Resultado | Visitante               | Estadio               | Fecha       | Hora    |
| ------- | --------------------- | --------- | ----------------------- | --------------------- | ----------- | ------- |
| A       | San Antonio Bulo Bulo | 3 – 0     | Real Tomayapo           | Dr. Carlos Villegas   | 30 de marzo | 15:00   |
| C       | Guabirá               | 3 – 1     | Universitario de Vinto  | Gilberto Parada       | 30 de marzo | 17:30   |
| B       | Nacional Potosí       | 2 – 0     | Royal Pari              | Víctor Agustín Ugarte | 30 de marzo | 20:00   |
| C       | Always Ready          | 0 – 1     | Independiente Petrolero | Municipal de El Alto  | 31 de marzo | 15:00   |
| D       | Bolívar               | 4 – 2     | Oriente Petrolero       | Hernando Siles        | 31 de marzo | 17:30   |
| B       | Aurora                | 4 – 2     | Blooming                | Félix Capriles        | 31 de marzo | 19:30   |
| D       | Jorge Wilstermann     | 3 – 4     | GV San José             | Félix Capriles        | 1 de abril  | 20:00   |
| A       | Real Santa Cruz       | 2 – 3     | The Strongest           | Ramón Aguilera Costas | 11 de abril | 19:00   |

| Fecha 8 | Fecha 8                 | Fecha 8   | Fecha 8               | Fecha 8               | Fecha 8    | Fecha 8 |
| Serie   | Local                   | Resultado | Visitante             | Estadio               | Fecha      | Hora    |
| ------- | ----------------------- | --------- | --------------------- | --------------------- | ---------- | ------- |
| A       | The Strongest           | 2 – 0     | San Antonio Bulo Bulo | Hernando Siles        | 5 de abril | 18:00   |
| B       | Royal Pari              | 0 – 0     | Aurora                | Gilberto Parada       | 6 de abril | 16:00   |
| B       | Blooming                | 2 – 1     | Nacional Potosí       | Ramón Aguilera Costas | 6 de abril | 16:00   |
| C       | Universitario de Vinto  | 2 – 1     | Always Ready          | Félix Capriles        | 6 de abril | 18:00   |
| D       | GV San José             | 2 – 1     | Bolívar               | Jesús Bermúdez        | 7 de abril | 16:00   |
| D       | Oriente Petrolero       | 2 – 1     | Jorge Wilstermann     | Ramón Aguilera Costas | 7 de abril | 16:00   |
| A       | Real Tomayapo           | 2 – 1     | Real Santa Cruz       | IV Centenario         | 7 de abril | 19:30   |
| C       | Independiente Petrolero | 3 – 2     | Guabirá               | Olímpico Patria       | 8 de abril | 19:00   |

| Fecha 3                 | Fecha 3   | Fecha 3                | Fecha 3               | Fecha 3       | Fecha 3 |
| Local                   | Resultado | Visitante              | Estadio               | Fecha         | Hora    |
| ----------------------- | --------- | ---------------------- | --------------------- | ------------- | ------- |
| San Antonio Bulo Bulo   | 0 – 0     | Universitario de Vinto | Dr. Carlos Villegas   | 24 de febrero | 15:00   |
| Guabirá                 | 1 – 2     | Real Santa Cruz        | Gilberto Parada       | 24 de febrero | 17:30   |
| Aurora                  | 1 – 0     | Jorge Wilstermann      | Félix Capriles        | 25 de febrero | 15:00   |
| Bolívar                 | 4 – 4     | The Strongest          | Hernando Siles        | 25 de febrero | 17:30   |
| Blooming                | 2 – 1     | Oriente Petrolero      | Ramón Aguilera Costas | 25 de febrero | 19:30   |
| Real Tomayapo           | 0 – 2     | Royal Pari             | IV Centenario         | 26 de febrero | 20:00   |
| Independiente Petrolero | 1 – 1     | Nacional Potosí        | Olímpico Patria       | 27 de febrero | 20:00   |
| GV San José             | 1 – 0     | Always Ready           | Jesús Bermúdez        | 28 de marzo   | 15:00   |

| Fecha 5                | Fecha 5   | Fecha 5                 | Fecha 5                  | Fecha 5     | Fecha 5 |
| Local                  | Resultado | Visitante               | Estadio                  | Fecha       | Hora    |
| ---------------------- | --------- | ----------------------- | ------------------------ | ----------- | ------- |
| Real Santa Cruz        | 1 – 1     | Guabirá                 | Ramón Aguilera Costas    | 8 de marzo  | 15:00   |
| Royal Pari             | 1 – 1     | Real Tomayapo           | Ramón Aguilera Costas    | 8 de marzo  | 20:30   |
| Universitario de Vinto | 1 – 0     | San Antonio Bulo Bulo   | Municipal de Quillacollo | 9 de marzo  | 15:00   |
| Always Ready           | 1 – 1     | GV San José             | Municipal de El Alto     | 9 de marzo  | 17:30   |
| Nacional Potosí        | 3 – 1     | Independiente Petrolero | Víctor Agustín Ugarte    | 9 de marzo  | 20:00   |
| Jorge Wilstermann      | 1 – 1     | Aurora                  | Félix Capriles           | 10 de marzo | 15:00   |
| The Strongest          | 2 – 1     | Bolívar                 | Hernando Siles           | 10 de marzo | 17:30   |
| Oriente Petrolero      | 0 – 0     | Blooming                | Ramón Aguilera Costas    | 10 de marzo | 19:30   |

### Tabla de resultados cruzados
| Local \ Visitante     | RSC | STR | SAN | TOM |
| --------------------- | --- | --- | --- | --- |
| Real Santa Cruz       | —   | 2–3 | 0–3 | 1–2 |
| The Strongest         | 3–0 | —   | 2–0 | 2–1 |
| San Antonio Bulo Bulo | 2–1 | 5–1 | —   | 3–0 |
| Real Tomayapo         | 2–1 | 2–0 | 2–2 | —   |

| Local \ Visitante | AUR | NAC | BLO | RYP |
| ----------------- | --- | --- | --- | --- |
| Aurora            | —   | 4–1 | 4–2 | 4–1 |
| Nacional Potosí   | 1–0 | —   | 3–3 | 2–0 |
| Blooming          | 1–0 | 2–1 | —   | 0–2 |
| Royal Pari        | 0–0 | 0–1 | 1–2 | —   |

| Local \ Visitante       | ALW | IND | GUA | VIN |
| ----------------------- | --- | --- | --- | --- |
| Always Ready            | —   | 0–1 | 1–0 | 1–1 |
| Independiente Petrolero | 1–1 | —   | 3–2 | 1–0 |
| Guabirá                 | 3–1 | 2–1 | —   | 3–1 |
| Universitario de Vinto  | 2–1 | 2–1 | 1–0 | —   |

| Local \ Visitante | BOL | GVS | ORI | WIL |
| ----------------- | --- | --- | --- | --- |
| Bolívar           | —   | 3–1 | 4–2 | 2–1 |
| GV San José       | 2–1 | —   | 1–3 | 2–2 |
| Oriente Petrolero | 0–2 | 1–0 | —   | 2–1 |
| Jorge Wilstermann | 1–2 | 3–4 | 3–0 | —   |

## Liguilla play-off

### Cuadro
|  | Cuartos de final                             | Cuartos de final                             | Cuartos de final                             | Cuartos de final                             | Cuartos de final                             |   |                         | Semifinales                               | Semifinales                               | Semifinales                               | Semifinales                               | Semifinales                               |  |                        | Final                              | Final                              | Final                              | Final                              | Final                              |  |
|  | 14-15 de abril (ida) 17-18 de abril (vuelta) | 14-15 de abril (ida) 17-18 de abril (vuelta) | 14-15 de abril (ida) 17-18 de abril (vuelta) | 14-15 de abril (ida) 17-18 de abril (vuelta) | 14-15 de abril (ida) 17-18 de abril (vuelta) |   |                         | 20-22 de abril (ida) 28 de abril (vuelta) | 20-22 de abril (ida) 28 de abril (vuelta) | 20-22 de abril (ida) 28 de abril (vuelta) | 20-22 de abril (ida) 28 de abril (vuelta) | 20-22 de abril (ida) 28 de abril (vuelta) |  |                        | 1 de mayo (ida) 5 de mayo (vuelta) | 1 de mayo (ida) 5 de mayo (vuelta) | 1 de mayo (ida) 5 de mayo (vuelta) | 1 de mayo (ida) 5 de mayo (vuelta) | 1 de mayo (ida) 5 de mayo (vuelta) |  |
|  |                                              |                                              |                                              |                                              |                                              |   |                         |                                           |                                           |                                           |                                           |                                           |  |                        |                                    |                                    |                                    |                                    |                                    |  |
|  |                                              |                                              |                                              |                                              |                                              |   |                         |                                           |                                           |                                           |                                           |                                           |  |                        |                                    |                                    |                                    |                                    |                                    |  |
|  | GV San José                                  | GV San José                                  | 0                                            | 1                                            | 1                                            |   |                         |                                           |                                           |                                           |                                           |                                           |  |                        |                                    |                                    |                                    |                                    |                                    |  |
|  | GV San José                                  | GV San José                                  | 0                                            | 1                                            | 1                                            |   |                         |                                           |                                           |                                           |                                           |                                           |  |                        |                                    |                                    |                                    |                                    |                                    |  |
|  | The Strongest                                | The Strongest                                | 2                                            | 2                                            | 4                                            |   |                         |                                           |                                           |                                           |                                           |                                           |  |                        |                                    |                                    |                                    |                                    |                                    |  |
|  | The Strongest                                | The Strongest                                | 2                                            | 2                                            | 4                                            |   | The Strongest           | The Strongest                             | 1                                         | 1                                         | 2 (8)                                     |                                           |  |                        |                                    |                                    |                                    |                                    |                                    |  |
|  |                                              |                                              |                                              |                                              |                                              |   | The Strongest           | The Strongest                             | 1                                         | 1                                         | 2 (8)                                     |                                           |  |                        |                                    |                                    |                                    |                                    |                                    |  |
|  |                                              |                                              | Universitario de Vinto                       | Universitario de Vinto                       | 0                                            | 2 | 2 (9)                   |                                           |                                           |                                           |                                           |                                           |  |                        |                                    |                                    |                                    |                                    |                                    |  |
|  | Nacional Potosí                              | Nacional Potosí                              | Universitario de Vinto                       | Universitario de Vinto                       | 0                                            | 2 | 2 (9)                   | 0                                         | 1                                         | 1                                         |                                           |                                           |  |                        |                                    |                                    |                                    |                                    |                                    |  |
|  | Nacional Potosí                              | Nacional Potosí                              |                                              |                                              |                                              |   |                         |                                           |                                           | 1                                         |                                           |                                           |  |                        |                                    |                                    |                                    |                                    |                                    |  |
|  | Universitario de Vinto                       | Universitario de Vinto                       | 1                                            | 3                                            | 4                                            |   |                         |                                           |                                           |                                           |                                           |                                           |  |                        |                                    |                                    |                                    |                                    |                                    |  |
|  | Universitario de Vinto                       | Universitario de Vinto                       | 1                                            | 3                                            | 4                                            |   |                         |                                           |                                           |                                           |                                           |                                           |  | Universitario de Vinto | Universitario de Vinto             | 1                                  | 1                                  | 2                                  |                                    |  |
|  |                                              |                                              |                                              |                                              |                                              |   |                         |                                           |                                           |                                           |                                           |                                           |  | Universitario de Vinto | Universitario de Vinto             | 1                                  | 1                                  | 2                                  |                                    |  |
|  |                                              |                                              | San Antonio Bulo Bulo                        | San Antonio Bulo Bulo                        | 2                                            | 1 | 3                       |                                           |                                           |                                           |                                           |                                           |  |                        |                                    |                                    |                                    |                                    |                                    |  |
|  | Independiente Petrolero                      | Independiente Petrolero                      | San Antonio Bulo Bulo                        | San Antonio Bulo Bulo                        | 2                                            | 1 | 3                       | 0                                         | 3                                         | 3 (5)                                     |                                           |                                           |  |                        |                                    |                                    |                                    |                                    |                                    |  |
|  | Independiente Petrolero                      | Independiente Petrolero                      |                                              |                                              |                                              |   |                         |                                           |                                           | 3 (5)                                     |                                           |                                           |  |                        |                                    |                                    |                                    |                                    |                                    |  |
|  | Aurora                                       | Aurora                                       | 1                                            | 2                                            | 3 (4)                                        |   |                         |                                           |                                           |                                           |                                           |                                           |  |                        |                                    |                                    |                                    |                                    |                                    |  |
|  | Aurora                                       | Aurora                                       | 1                                            | 2                                            | 3 (4)                                        |   | Independiente Petrolero | Independiente Petrolero                   | 1                                         | 3                                         | 4                                         |                                           |  |                        |                                    |                                    |                                    |                                    |                                    |  |
|  |                                              |                                              |                                              |                                              |                                              |   | Independiente Petrolero | Independiente Petrolero                   | 1                                         | 3                                         | 4                                         |                                           |  |                        |                                    |                                    |                                    |                                    |                                    |  |
|  |                                              |                                              | San Antonio Bulo Bulo                        | San Antonio Bulo Bulo                        | 6                                            | 1 | 7                       |                                           |                                           |                                           |                                           |                                           |  |                        |                                    |                                    |                                    |                                    |                                    |  |
|  | San Antonio Bulo Bulo                        | San Antonio Bulo Bulo                        | San Antonio Bulo Bulo                        | San Antonio Bulo Bulo                        | 6                                            | 1 | 7                       | 1                                         | 1                                         | 2                                         |                                           |                                           |  |                        |                                    |                                    |                                    |                                    |                                    |  |
|  | San Antonio Bulo Bulo                        | San Antonio Bulo Bulo                        |                                              |                                              |                                              |   |                         |                                           |                                           | 2                                         |                                           |                                           |  |                        |                                    |                                    |                                    |                                    |                                    |  |
|  | Bolívar                                      | Bolívar                                      | 0                                            | 1                                            | 1                                            |   |                         |                                           |                                           |                                           |                                           |                                           |  |                        |                                    |                                    |                                    |                                    |                                    |  |
|  | Bolívar                                      | Bolívar                                      | 0                                            | 1                                            | 1                                            |   |                         |                                           |                                           |                                           |                                           |                                           |  |                        |                                    |                                    |                                    |                                    |                                    |  |
|  |                                              |                                              |                                              |                                              |                                              |   |                         |                                           |                                           |                                           |                                           |                                           |  |                        |                                    |                                    |                                    |                                    |                                    |  |

- La hora de cada encuentro corresponde al huso horario que rige a Bolivia (UTC-4).

### Cuartos de final
| Ida; 14 de abril | GV San José | 0 – 2   | The Strongest                           | Estadio Jesús Bermúdez, Oruro |                          |
| 17:30            |             | Reporte | - Triverio 66' (pen.) - Sotomayor 90+1' | Árbitro(s): Jordy Alemán      | Árbitro(s): Jordy Alemán |

| Vuelta; 17 de abril | The Strongest               | 2 – 1 (Global 4 – 1) | GV San José | Estadio Hernando Siles, La Paz |                           |
| 20:00               | - Enoumba 19' - Cuéllar 77' | Reporte              | Loza 39'    | Árbitro(s): Carlos García      | Árbitro(s): Carlos García |

| Ida; 15 de abril | Independiente Petrolero | 0 – 1   | Aurora       | Estadio Olímpico Patria, Sucre |                            |
| 19:00            |                         | Reporte | Serginho 90' | Árbitro(s): Javier Revollo     | Árbitro(s): Javier Revollo |

| Vuelta; 18 de abril | Aurora                                                        | 2 – 3 (4 – 5 p.)(Global 3 – 3) | Independiente Petrolero                                | Estadio Félix Capriles, Cochabamba |                           |
| 20:00               | - Alaniz 34' - Reinoso 90'                                    | Reporte                        | - Gatti 41' - Godoy 59', 67'                           | Árbitro(s): Guildo Quenta          | Árbitro(s): Guildo Quenta |
|                     |                                                               | Tiros desde el punto penal     |                                                        |                                    |                           |
|                     | - D. Torrico - Robles - Reinoso - Alaniz - J. Torrico - Sejas |                                | - Carabalí - Ibars - Hurtado - Godoy - Thomaz - Soleto |                                    |                           |

| Ida; 14 de abril | Nacional Potosí | 0 – 1   | Universitario de Vinto | Estadio Víctor Agustín Ugarte, Potosí |                            |
| 19:30            |                 | Reporte | Núñez 90+8'            | Árbitro(s): Bladimir Rueda            | Árbitro(s): Bladimir Rueda |

| Vuelta; 17 de abril | Universitario de Vinto                     | 3 – 1 (Global 4 – 1) | Nacional Potosí | Estadio Félix Capriles, Cochabamba |                          |
| 15:00               | - Núñez 63' (pen.), 90+14' - Cuéllar 90+1' | Reporte              | García 68'      | Árbitro(s): Jordy Alemán           | Árbitro(s): Jordy Alemán |

| Ida; 14 de abril | San Antonio Bulo Bulo | 1 – 0   | Bolívar | Estadio Dr. Carlos Villegas, Entre Ríos |                             |
| 15:00            | Passira 26'           | Reporte |         | Árbitro(s): Dilio Rodríguez             | Árbitro(s): Dilio Rodríguez |

| Vuelta; 18 de abril | Bolívar     | 1 – 1 (Global 1 – 2) | San Antonio Bulo Bulo | Estadio Hernando Siles, La Paz |                         |
| 19:00               | Saucedo 90' | Reporte              | Passira 34'           | Árbitro(s): Gery Vargas        | Árbitro(s): Gery Vargas |

### Semifinales
| Ida; 20 de abril | Universitario de Vinto | 0 – 1   | The Strongest     | Estadio Félix Capriles, Cochabamba |                            |
| 17:30            |                        | Reporte | Ursino 69' (pen.) | Árbitro(s): Javier Revollo         | Árbitro(s): Javier Revollo |

| Vuelta; 28 de abril | The Strongest                                                                               | 1 – 2 (8 – 9 p.)(Global 2 – 2) | Universitario de Vinto                                                                  | Estadio Hernando Siles, La Paz |                        |
| 16:00               | Ortega 45+3'                                                                                | Reporte                        | - Tobar 19' - Magallanes 88'                                                            | Árbitro(s): Ivo Méndez         | Árbitro(s): Ivo Méndez |
|                     |                                                                                             | Tiros desde el punto penal     |                                                                                         |                                |                        |
|                     | - Angulo - Ursino - Caire - Ramallo - Quiroga - Cuéllar - Enoumba - Lino - Aimar - Viscarra |                                | - Llano - Núñez - Cano - Giménez - Tobar - Magallanes - Vila - Calicho - Almada - Pinto |                                |                        |

| Ida; 22 de abril | San Antonio Bulo Bulo                                      | 6 – 1   | Independiente Petrolero | Estadio Dr. Carlos Villegas, Entre Ríos |                               |
| 15:00            | - Mendoza 7', 51' - Pasadore 13', 81' - Passira 36', 90+3' | Reporte | Godoy 41' (pen.)        | Árbitro(s): Juan Nelio García           | Árbitro(s): Juan Nelio García |

| Vuelta; 28 de abril | Independiente Petrolero                 | 3 – 1 (Global 4 – 7) | San Antonio Bulo Bulo | Estadio Olímpico Patria, Sucre |                            |
| 18:00               | - Ibars 30' - Cristaldo 37' - Godoy 70' | Reporte              | Pasadore 15'          | Árbitro(s): Bladimir Rueda     | Árbitro(s): Bladimir Rueda |

### Final
| Ida; 1 de mayo | Universitario de Vinto | 1 – 2   | San Antonio Bulo Bulo        | Estadio Félix Capriles, Cochabamba |                       |
| 15:00          | Magallanes 74'         | Reporte | - Passira 34' - Pasadore 40' | Árbitro(s): Juan Lara              | Árbitro(s): Juan Lara |

| Vuelta; 5 de mayo | San Antonio Bulo Bulo | 1 – 1 (Global 3 – 2) | Universitario de Vinto | Estadio Dr. Carlos Villegas, Entre Ríos |                         |
| 15:00             | Pasadore 15'          | Reporte              | Monteiro 73'           | Árbitro(s): José Cabero                 | Árbitro(s): José Cabero |

|                                                               |
| Campeon San Antonio Bulo Bulo Clasificado a la Final Nacional |